# Нові Драчинці
Но́ві Дра́чинці —  село в Україні, у Мамаївській громаді Чернівецького району Чернівецької області.

## Населення

### Мова
Розподіл населення за рідною мовою за даними перепису 2001 року:
| Мова       | Кількість | Відсоток |
| ---------- | --------- | -------- |
| українська | 615       | 100%     |

## Церква Св. Дмитрія
Пам’ятка архітектури місцевого значення. Розташована у північній частині села, близько на південь від цвинтаря і лісу. Хрещата в плані, з короткими бічними раменами нави, одноповерхова на кам’яному фундаменті, яка має дві південні прибудови: невелика ризниця при вівтарі і більший ганок при бабинці.  Стіни церкви (крім четверика восьмерика нави) зовні оббиті пластиковою вагонкою. Іконостас «старовинний», ймовірно куплений з іншої давньої церкви. Збір матеріалів для  першої в історії села церкви почали в 1921 році, будівництво розпочалося в 1924 р. і тривало дуже довго. Стіни святині зводили з дубового і липового дерев. По закінченню Другої світової війни не було закінчене. В середині 1960-х років церква була зачинена, церковне майно вивезли окрім іконостасу. Богослужіння відновили у 1989 році. У кінці 1980-х років церква була перебудована.  Дерев’яна двоярусна дзвіниця збереглася з південного заходу від церкви. На при церковній території похований митрофорний протоієрей Миколай Сопіт (1937-2016).

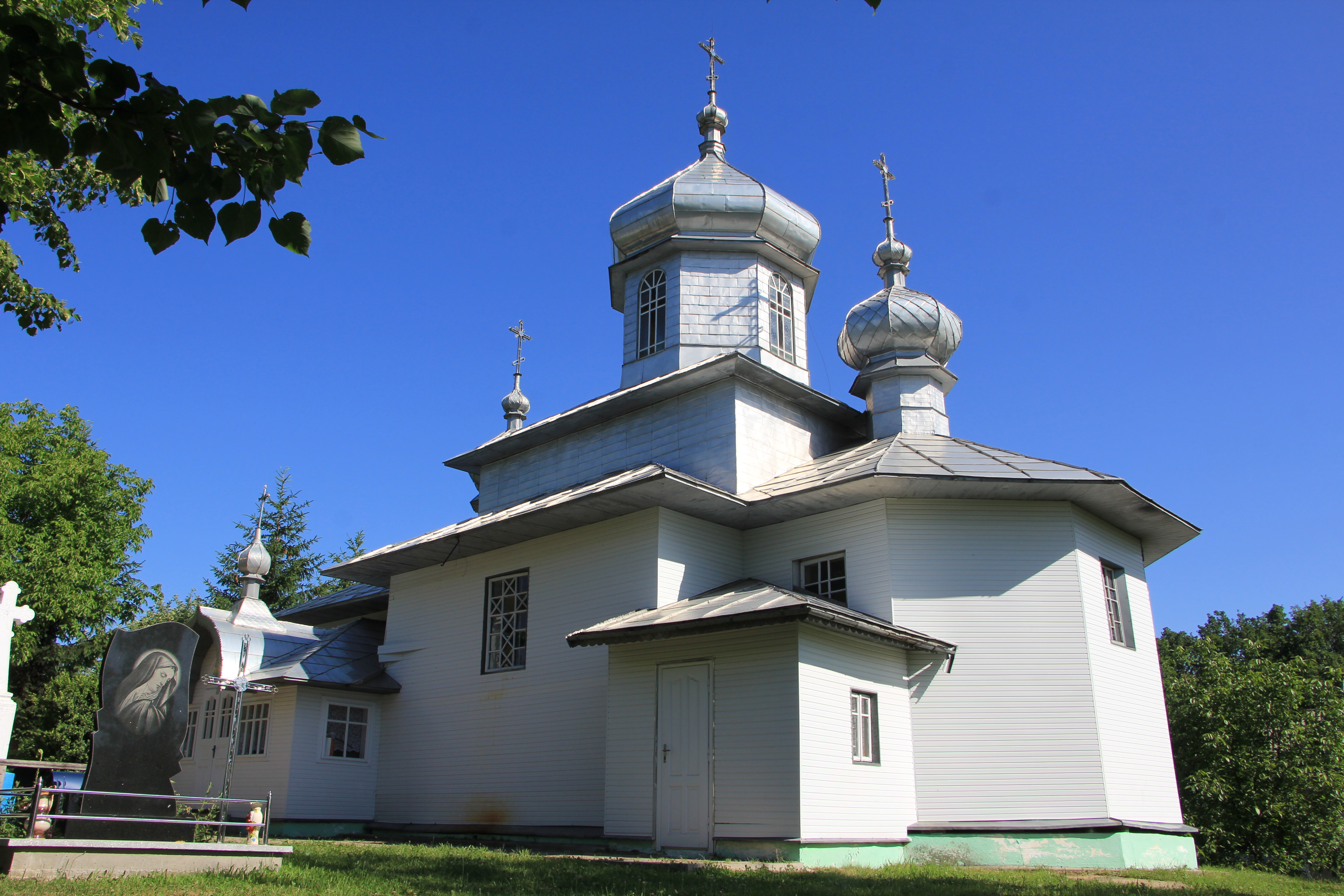
Дерев'яна церква Св. Дмитра 1920 с. Нові Драчинці
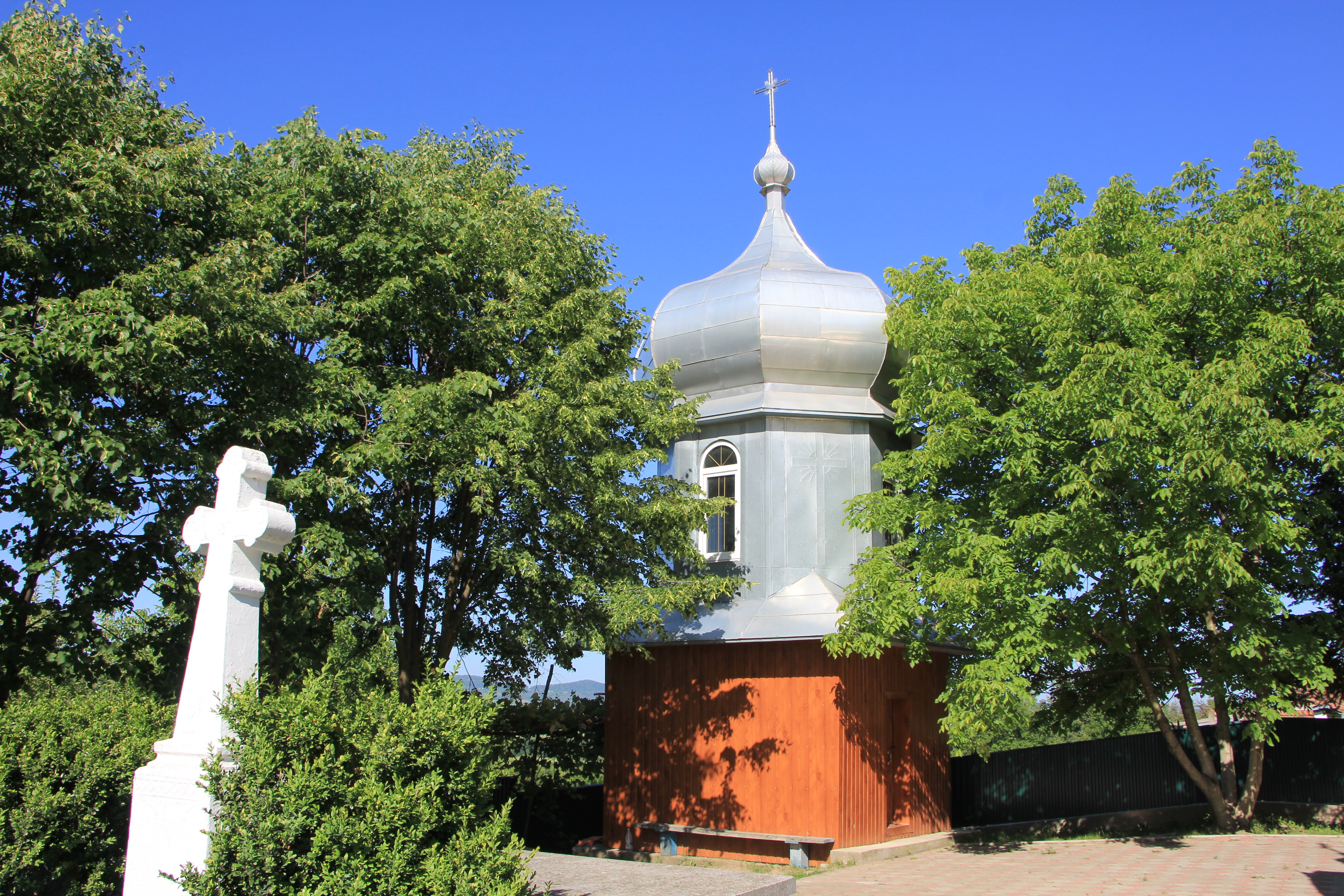
Дерев'яна церква Св. Дмитра 1920 с. Нові Драчинці
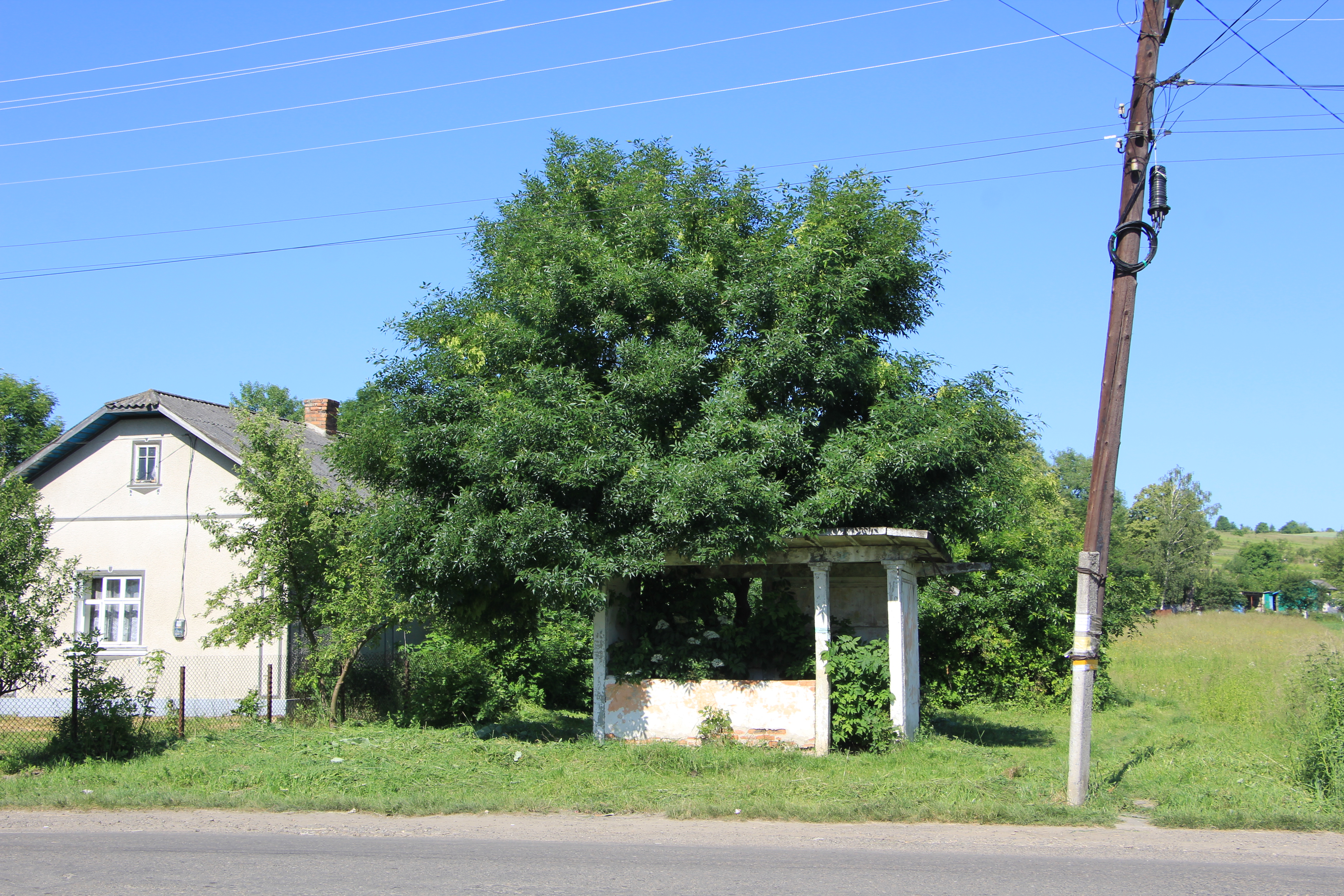
Автобусна зупинка с. Нові Драчинці